# Beker van Zimbabwe
De Beker van Zimbabwe (CBZ FA Cup) is het nationale voetbalbekertoernooi van Zimbabwe dat wordt georganiseerd door de Zimbabwe Football Association (Zifa). Zoals de meeste bekercompetities wordt in knock-outfase gespeeld.
Tussen 1962 en 1965 speelde de winnaar tegen die van Noord-Rhodesië (nu Zambia) voor de Super Castle Cup (ook Inter-Rhodesië Castle Cup genoemd).

## Finales
| Jaar               | Winnaar           | Uitslag    | Finalist               |
| Castle Cup         | Castle Cup        | Castle Cup | Castle Cup             |
| ------------------ | ----------------- | ---------- | ---------------------- |
| 1962               | Bulawayo Rovers   | 1-0        | Salisbury City         |
| 1963               | Salisbury Callies | 4-0        | Salisbury United       |
| 1964 niet gespeeld |                   |            |                        |
| 1965               | City Wanderers    |            | Saint-Paul (Salisbury) |
| 1966               | Mangula FC        |            |                        |
| 1967               | Salisbury Callies |            |                        |
| 1968               | Arcadia United    | 4-1        | Dynamos                |
| 1969               | Arcadia United    |            |                        |
| 1970               | Wankie FC         | 6-2        | Salisbury Callies      |
| 1971               | Chibuku FC        |            |                        |
| 1972               | Mangula FC        |            |                        |
| 1973               | Wankie FC         |            |                        |
| 1974               | Chibuku FC        |            |                        |
| 1975               | Salisbury Callies |            |                        |
| 1976               | Dynamos           | 8-1        | Zimbabwe Saints        |
| 1977               | Zimbabwe Saints   | 1-0        | CAPS United            |
| 1978               | Zisco Steel FC    |            |                        |
| 1979               | Zimbabwe Saints   | 2-1        | Dynamos                |
| 1980               | CAPS United       |            |                        |
| 1981               | CAPS United       |            |                        |
| 1982               | CAPS United       |            |                        |
| 1983               | CAPS United       | 3-1        | Zimbabwe Saints        |
| 1984               | Black Rhinos      | 4-1        | Gweru United           |
| 1985               | Dynamos           |            |                        |
| 1986               | Dynamos           |            |                        |
| 1987               | Zimbabwe Saints   |            |                        |

| Jaar                    | Winnaar         | Uitslag                       | Finalist                      |
| ----------------------- | --------------- | ----------------------------- | ----------------------------- |
| 1988                    | Dynamos         |                               |                               |
| 1989                    | Dynamos         | 2-1                           | Black Mambas (Harare)         |
| 1990                    | Highlanders FC  |                               |                               |
| 1991                    | Wankie FC       | 3-1                           | Cranbonne Bullets             |
| 1992                    | CAPS United     |                               | Darryn T Harare               |
| 1993                    | Tanganda FC     |                               | CAPS United                   |
| 1994                    | Blackpool       | 2-1                           | Wankie FC                     |
| 1995                    | Chapungu United | geen tegenstander in finale * | geen tegenstander in finale * |
| 1996                    | Dynamos         |                               |                               |
| 1997                    | CAPS United     | 3-2                           | Dynamos                       |
| 1998                    | CAPS United     |                               |                               |
| 1999 onbekend           |                 |                               |                               |
| 2000 niet gespeeld      |                 |                               |                               |
| ZIFA Unity Cup          |                 |                               |                               |
| 2001                    | Highlanders FC  | 4-1                           | Shabanie Mine                 |
| 2002                    | Masvingo United | 2-2 ns (4-3)                  | Railstars Bulawayo            |
| 2003                    | Dynamos         | 2-0                           | Highlanders FC                |
| 2004                    | CAPS United     | 1-0                           | Wankie FC                     |
| 2005                    | Masvingo United | 1-1 ns (3-1)                  | Highlanders FC                |
| CBZ Cup                 |                 |                               |                               |
| 2006                    | Mwana Africa FC | 1-0                           | Chapungu United               |
| CBZ FA Cup              |                 |                               |                               |
| 2007                    | Dynamos         | 2-1 nv                        | Highlanders FC                |
| 2008                    | CAPS United     | 3-0                           | Eastern Lions                 |
| 2009-2011 niet gespeeld |                 |                               |                               |
| 2012-2013 onbekend      |                 |                               |                               |

* 1995: in de halve finale tussen Highlanders FC - CAPS United zou Highlanders een niet-speelgerechtigde speler opgesteld hebben, waarop de wedstrijd (blijkbaar) als niet gespeeld werd beschouwd.

### Prestaties per club
| Aantal | Club              | Plaats    |   | Aantal          | Club      | Plaats |
| ------ | ----------------- | --------- | - | --------------- | --------- | ------ |
| 09     | CAPS United       | Harare    | 1 | Bulawayo Rovers | Bulawayo  |        |
| 08     | Dynamos           | Harare    | 1 | City Wanderers  | Salisbury |        |
| 03     | Salisbury Callies | Salisbury | 1 | Zisco Steel FC  | Redcliff  |        |
| 03     | Zimbabwe Saints   | Bulawayo  | 1 | Black Rhinos    | Mutare    |        |
| 03     | Wankie FC         | Hwange    | 1 | Tanganda FC     | Mutare    |        |
| 02     | Arcadia United    | Salisbury | 1 | Blackpool       | Harare    |        |
| 02     | Mangula FC        | Mangula   | 1 | Chapungu United | Gweru     |        |
| 02     | Chibuku FC        | Salisbury | 1 | Mwana Africa FC | Bindura   |        |
| 02     | Highlanders FC    | Bulawayo  |   |                 |           |        |
| 02     | Masvingo United   | Masvingo  |   |                 |           |        |

## Inter-Rhodesië Castle Cup
| Jaar | Rhodesië                 | Uitslag       | Noord-Rhodesië        |
| ---- | ------------------------ | ------------- | --------------------- |
| 1962 | Bulawayo Rovers          | 1-0           | Roan United           |
| 1963 | Salisbury Callies        | 2-0           | Mufulira Blackpool    |
| 1964 | niet gespeeld            | niet gespeeld | niet gespeeld         |
| 1965 | Salisbury City Wanderers | 3-4           | Mufulira Wanderers FC |

Algerije ·
Angola ·
Benin ·
Botswana ·
Burkina Faso ·
Burundi ·
Centraal-Afrikaanse Republiek ·
Comoren ·
Congo-Brazzaville ·
Congo-Kinshasa ·
Djibouti ·
Egypte ·
Equatoriaal-Guinea ·
Ethiopië ·
Gabon ·
Gambia ·
Ghana ·
Guinee ·
Guinee-Bissau ·
Ivoorkust ·
Kameroen ·
Kenia ·
Lesotho ·
Liberia ·
Libië ·
Madagaskar ·
Mali ·
Marokko ·
Mauritanië ·
Mauritius ·
Mozambique ·
Namibië ·
Niger ·
Nigeria ·
Oeganda ·
Réunion ·
Rwanda ·
Sao Tomé en Principe ·
Senegal ·
Seychellen ·
Sierra Leone ·
Soedan ·
Somalië ·
Swaziland ·
Tanzania ·
Togo ·
Tsjaad ·
Tunesië ·
Zambia ·
Zimbabwe ·
Zuid-Afrika